# Parque Alameda
Parque Alameda es un barrio de la ciudad de Valladolid, ubicado al sur de la ciudad. 

## Historia
Tiene como origen la revisión del Plan General de Ordenación Urbana de la ciudad en 1984, que incluyó un sector de desarrollo urbanístico entre la carretera de Rueda y la Cañada Real de Puenteduero, más allá del barrio de La Rubia. Los terrenos pertenecían mayoritariamente a la granja Minaya, siendo adquiridos posteriormente por el ayuntamiento. A pesar de que en 1989 se contaba ya con el planteamiento urbanístico del sector, este no fue aprobado hasta marzo de 1991. Las obras de urbanización duran tres años, y van desde 1994 a 1997, año en el que se finaliza el desarrollo y las primeras viviendas son entregadas.

## Límites
Forma parte del distrito 11 de la ciudad junto con los barrios de Cuatro de Marzo, Paseo Zorrilla (Alto), Camino de la Esperanza, La Rubia, Arturo León, Las Villas, Cañada de Puente Duero, Covaresa, y Paula López. 
Los límites según el Ayuntamiento de Valladolid los marcan las calles:  Río Pisuerga (margen izquierdo), Paseo de Zorrilla, Carretera de Rueda, Calle Olimpo, línea ferrocarril Madrid-Irún, Futura Ronda Exterior Sur, Río Pisuerga (margen izquierdo)..